# Dodonaea uncinata
Dodonaea uncinata är en kinesträdsväxtart som beskrevs av J.G. West. Dodonaea uncinata ingår i släktet Dodonaea och familjen kinesträdsväxter. Inga underarter finns listade i Catalogue of Life.